# Atentado con burro-bomba de Chalán
El atentado con burro-bomba en Chalán fue un acto perpetrado por las Fuerzas Armadas Revolucionarias de Colombia - Ejército del Pueblo (FARC-EP) el 12 de marzo de 1996. Este atentado que iba dirigido a la Estación de la Policía Nacional de Colombia en Chalán (Sucre) dejó a 11 policías, 2 guerrilleros y 1 burro muertos.

## Acontecimiento
El Frente 35 y 37, pertenecientes al Bloque Caribe de las FARC-EP, realizaron reconocimiento a la estación y envenenaron a los perros que custodiaban las instalaciones para evitar que alertaran a los policías. Posteriormente enviaron 50 kilos de explosivos camuflados en una carga de plátanos que transportaba un burro, los cuales explotaron al ser conducido el animal por una niña menor de 15 años al frente de la estación de la Policía Nacional, murieron siete policías. Posteriormente se registró un enfrentamiento armado donde los cuatro policías restantes que se habían rendido al quedar sin municiones, fueron ejecutados y dos cuerpos de los policías fueron incinerados. Fueron destruidas la estación de Policía, la Alcaldía, el colegio, el centro de salud y varias casas vecinas.

## Condenas
El hecho ha sido calificado como perfidia o crimen de guerra por la Jurisdicción Especial para la Paz (JEP) en 2023, y esta enmarcado en el  Caso 07, que investiga el reclutamiento y utilización de niñas, niños y adolescentes por parte de las FARC-EP en el conflicto armado. Por lo cual no es amnistiable.

## Otros casos
Las FARC-EP habrían realizado otros atentados con animales: en agosto de 1998 morrocoy bomba en La Guajira, en noviembre de 1999 un perro con una granada en Tolima, en noviembre de 2001 un burro-bomba en Barranquilla, el 22 de abril de 2002 un caballo-bomba en Acevedo (Huila), el 21 de agosto de 2002 un caballo-bomba en Guadalupe (Antioquia), el 10 de septiembre de 2003 un caballo-bomba en Chita (Boyacá).  en agosto de 2012 un burro-bomba en Antioquia, en julio de 2013 un perro bomba en Nariño;en julio de 2025 el ELN realizó un atentado con burro-bomba en Valdivia (Antioquia).